# Мхитарян, Гамлет Владимирович
Га́млет Владимирович Мхитаря́н (арм. Համլետ Վոլոդյայի Մխիթարյան; род. 24 ноября 1973, Ереван) — армянский футболист, полузащитник.

## Клубная карьера
В 2005 году Мхитарян был близок к подписанию контракта с шотландским клубом «Хартс», однако контракт так и не был подписан между двумя сторонами. В октябре 2006 года он заключает контракт с тегеранским клубом ПАС, выступающим в высшей лиге первенства иранского чемпионата. По окончании чемпионата Мхитарян перебирается в другой столичный клуб «Рах Ахан». После двух сезонов он принимает предложение ереванского «Бананца» и возвращается на родину. Не доиграв сезон, отправился в Иран, где подписал контракт с гиланским «Дамашем».

## Карьера в сборной
В 1992 году в составе сборной СНГ участвовал в юниорском чемпионате Европы.
В период с 1994 по 2008 год Гамлет Мхитарян защищал цвета национальной сборной Армении по футболу. Дебют за национальную команду состоялся в матче против сборной США 15 мая 1994 года.

## Достижения

### Командные достижения
«Арарат» (Ереван)
- Чемпион Армении: 1993
- Обладатель Кубка Армении (3): 1993, 1994, 1995
- Финалист Кубка Армении: 2001

«Киликия»
- Чемпион Армении (2): 1995/96, 1996/97
- Обладатель Кубка Армении: 1995/96
- Обладатель Суперкубка Армении: 1997
- Финалист Суперкубка Армении: 1996

«МТЗ-РИПО»
- Обладатель Кубка Белоруссии: 2005